# Ramiro Ramirez
Ramiro Ramirez – belizeński polityk, członek Zjednoczonej Partii Ludowej, poseł z okręgu Corozal South West.

## Życiorys
Związał się z chadecką Zjednoczoną Partią Ludową i z jej ramienia kandydował do parlamentu.
7 marca 2012 został członkiem Izby Reprezentantów z okręgu Corozal South West, w którym minimalnie pokonał w wyborach przedstawiciela UDP: Gabriela Alberto Martineza, zdobywając 2153 głosy (stosunek głosów: 46,06% do 45,36%). Zjednoczona Partia Ludowa pozostała w tej kadencji w opozycji.